# Olympische Winterspiele 1972/Teilnehmer (Frankreich)
| Gelbes Symbol für Goldmedaillen mit stilisierten Olympischen Ringen | Graues Symbol für Silbermedaillen mit stilisierten Olympischen Ringen | Braundes Symbol für Bronzemedaillen mit stilisierten Olympischen Ringen |
| ------------------------------------------------------------------- | --------------------------------------------------------------------- | ----------------------------------------------------------------------- |
| —                                                                   | 1                                                                     | 2                                                                       |

Frankreich nahm an den Olympischen Winterspielen 1972 im japanischen Sapporo mit einer Delegation von 40 Athleten, 33 Männer und sieben Frauen, teil.
Seit 1924 war es die zehnte Teilnahme Frankreichs an Olympischen Winterspielen.

## Flaggenträger
Der Eiskunstläufer Patrick Péra trug die Tricolore, die Flagge Frankreichs, während der Eröffnungsfeier im Makomanai-Stadion.

## Medaillen
Mit einer gewonnenen Silber- und zwei Bronzemedaillen belegte das französische Team Platz 16 im Medaillenspiegel.

### Silber
- Danièle Debernard: Ski Alpin, Frauen, Slalom

### Bronze
- Florence Steurer: Ski Alpin, Frauen, Slalom
- Patrick Péra: Eiskunstlauf, Herren

## Teilnehmer nach Sportarten

### Ski Alpin
| Damen: - Danièle Debernard Slalom: – 1:31,26 min - Florence Steurer Abfahrt: 23. Platz – 1:41,36 min Riesenslalom: 6. Platz – 1:32,59 min Slalom: – 1:32,69 min - Annie Famose Abfahrt: 8. Platz – 1:39,70 min - Michèle Jacot Abfahrt: 15. Platz – 1:40,73 min Riesenslalom: 16. Platz – 1:33,61 min Slalom: DSQ - Britt Lafforgue Riesenslalom: 8. Platz – 1:32,80 min Slalom: DSQ - Isabelle Mir Abfahrt: 4. Platz – 1:38,62 min Riesenslalom: 21. Platz – 1:35,30 min | Herren: - Jean-Noël Augert Riesenslalom: 5. Platz – 3:11,84 min Slalom: 5. Platz – 1:50,51 min - Bernard Charvin Abfahrt: 21. Platz – 1:55,33 min - Henri Duvillard Abfahrt: 19. Platz – 1:55,13 min Riesenslalom: DNF Slalom: 4. Platz – 1:50,45 min - Bernard Orcel Abfahrt: 16. Platz – 1:54,81 min - Alain Penz Riesenslalom: 9. Platz – 3:12,42 min Slalom: DSQ - Roger Rossat-Mignod Abfahrt: 15. Platz – 1:54,72 min Riesenslalom: DSQ |

### Biathlon
Herren:
- René Arpin
Einzel (20 km): 37. Platz – 1:27:52,64 h; 8 Fehler
Staffel (4 × 7,5 km): 13. Platz – 2:03:08,90 h
- Paul Chassagne
Einzel (20 km): DNF
- Daniel Claudon
Einzel (20 km): 10. Platz – 1:19:14,67 h; 1 Fehler
Staffel (4 × 7,5 km): 13. Platz – 2:03:08,90 h
- Aimé Gruet-Masson
Einzel (20 km): 51. Platz – 1:33:44,41 h; 15 Fehler
Staffel (4 × 7,5 km): 13. Platz – 2:03:08,90 h
- Noël Turrell
Staffel (4 × 7,5 km): 13. Platz – 2:03:08,90 h

### Bob
Zweierbob:
- Gérard Christaud-Pipola/Jacques Christaud-Pipola (FRA II)
11. Platz – 5:04,19 min
- Pierre Parisot/Alain Roy (FRA I)
9. Platz – 5:03,46 min

Viererbob:
- Yves Bonsang/Gilles Morda/Pierre Parisot/Alain Roy (FRA)
9. Platz – 4:46,75 min

### Eiskunstlauf
| Herren: - Patrick Péra - Didier Gailhaguet 13. Platz - Jacques Mrozek 14. Platz | Paare: - Florence Cahn/Jean Racle Paarlauf: 13. Platz |

### Eisschnelllauf
Herren:
- Richard Tourne
500 m: 33. Platz – 43,06 s
1500 m: 33. Platz – 2:16,37 min
5000 m: 24. Platz – 8:11,52 min
10.000 m: 22. Platz – 16:48,70 min

### Rodeln
Herren:
- Pierre Larchier
36. Platz – 3:41,76 min

### Ski Nordisch

#### Langlauf
Herren:
- Daniel Cerisey
15 km: 46. Platz – 50:05,88 min
30 km: 45. Platz – 1:47:03,01 h
- Gilbert Faure
30 km: 49. Platz – 1:48:12,19 h
4 × 10 km Staffel: 11. Platz – 2:14:35,98 h
- Gérard Granclement
15 km: 48. Platz – 50:07,11 min
- Roland Jeannerod
15 km: 31. Platz – 48:32,42 min
30 km: DNF
4 × 10 km Staffel: 11. Platz – 2:14:35,98 h
- Jean Jobez
50 km: DNF
4 × 10 km Staffel: 11. Platz – 2:14:35,98 h
- Jean-Paul Vandel
15 km: 39. Platz – 49:22,89 min
30 km: 25. Platz – 1:42:45,88 h
4 × 10 km Staffel: 5. Platz – 2:07:50,19 h

#### Skispringen
- Jacques Gaillard
Großschanze: 51. Platz – 122,7 Punkte
- Alain Macle
Normalschanze: 53. Platz – 165,9 Punkte
Großschanze: 50. Platz – 122,8 Punkte
- Gilbert Poirot
Normalschanze: 43. Platz – 188,7 Punkte
- Yvan Richard
Normalschanze: 54. Platz – 164,3 Punkte
Großschanze: 49. Platz – 142,2 Punkte

#### Nordische Kombination
- Jacques Gaillard
Einzel (Normalschanze/15 km): 35. Platz

## Weblink
- Französische Olympiamannschaft 1972 in der Datenbank von Sports-Reference (englisch; archiviert vom Original)